# Стара зграда САНУ
Стара зграда САНУ налазила се у Бранковој улици бр. 15 у Београду и била је седиште Српске краљевске академије, односно Српске академије наука и уметности од 1909. до 1952. године.

## Историјат
Кућа у Бранковој улици бр. 15 у Београду је припадала Јовану Мариновићу, председнику Владе Кнежевине Србије од 1873. до 1874. године и зету трговца Капетан Мише Анастасијевића. По свој прилици, ова двоспратна кућа је сазидана од новца које је богати отац дао кћерки Персиди приликом удаје за Мариновића, а поједини извори говоре да је рађена по узору на Анастасијевићев двор у селу Клежани код Букурешта.
Пошто је 1879. године Мариновић именован за првог посланика Кнежевине Србије у Паризу, са собом води читаву породицу. Иначе и сам од 1845. године члан Друштва српске словесности, Мариновић је 1889. године основао задужбину за награду из области књижевности при Српској краљевској академији. Преминуо је у Француској, а потомци нису имали намеру да се врате. На тај начин је кућа у Бранковој постала заборављена и почела да пропада, све док је није откупила Задужбина Симе Андрејевића Игуманова Призренца.
Тако је 1909. године она постала седиште Српске краљевске академије. Брзо су извршене мање измене ентеријера, па је кабинет постао канцеларија секретара, салон је постао библиотека, соба за пушење је адаптирана у салу за седнице, а од трпезарије је створена настојница. Спрат је преуређен за потребе администрације, док је музичка соба постала свечана сала са историјским портретима.
У току Првог светског рата, зграда је погођена и доживела је знатна оштећења. У међуратном периоду је изграђена и Палата Српске краљевске академије у Кнез Михаиловој улици бр. 35, недалеко од ове зграде, мада је седиште академије остало на старој адреси. Поново је оштећена у Априлском рату и током окупације јој је онемогућен рад.
Почетком педесетих година, САНУ прелази у своју нову Палату. Средином априла 1963. године, срушена је стара зграда у Бранковој улици, упркос протесту академика и указивању на њен историјски значај.